# アグレマン
アグレマン（フランス語: agrément）とは、外交用語の一つ。フランス語で「同意」「承認」「承諾」。外交関係に関するウィーン条約における規定であり、派遣国が外交使節団の長として派遣する特命全権大使や特命全権公使に対して、接受国（相手国）が外交使節団の長として承認すること。

## 概要
国家が外交使節団の長（特命全権大使もしくは在外公館の長としての特命全権公使、弁理公使）を派遣する際には、事前に接受国（相手国）に外交官待遇の同意（アグレマン）があることを確認しなければならない。このときアグレマンの要請に対し、接受国は理由を示さずに拒否することもできる。これらは、外交関係に関するウィーン条約の第4条に規定されており、第9条のペルソナ・ノン・グラータによって、理由を示さずにアグレマンを取り消すこともできる。
例として、アメリカ合衆国のジョージ・ケナンが駐ソ大使在任中、ドイツでソ連とナチスの類似性を指摘する発言をし、アグレマンを取り消されている（これにより職務執行が不可能となったため大使も解任された）。また2010年12月、ベネズエラが次のアメリカ合衆国大使予定者に対しアグレマンを出さず、就任を拒否した。アメリカはこれに対抗し駐米ベネズエラ大使の外交ビザを取り消した（ベネズエラ大使は既に帰国）。
使節団付きの陸軍駐在官、海軍駐在官または空軍駐在官、すなわち駐在武官や防衛駐在官も外交使節団の長に準じて接受国の承認が必要である。

## 関連事項
- 特命全権大使
- ペルソナ・ノン・グラータ
- 信任状捧呈式